# الأسمنت المعدل بالطاقة

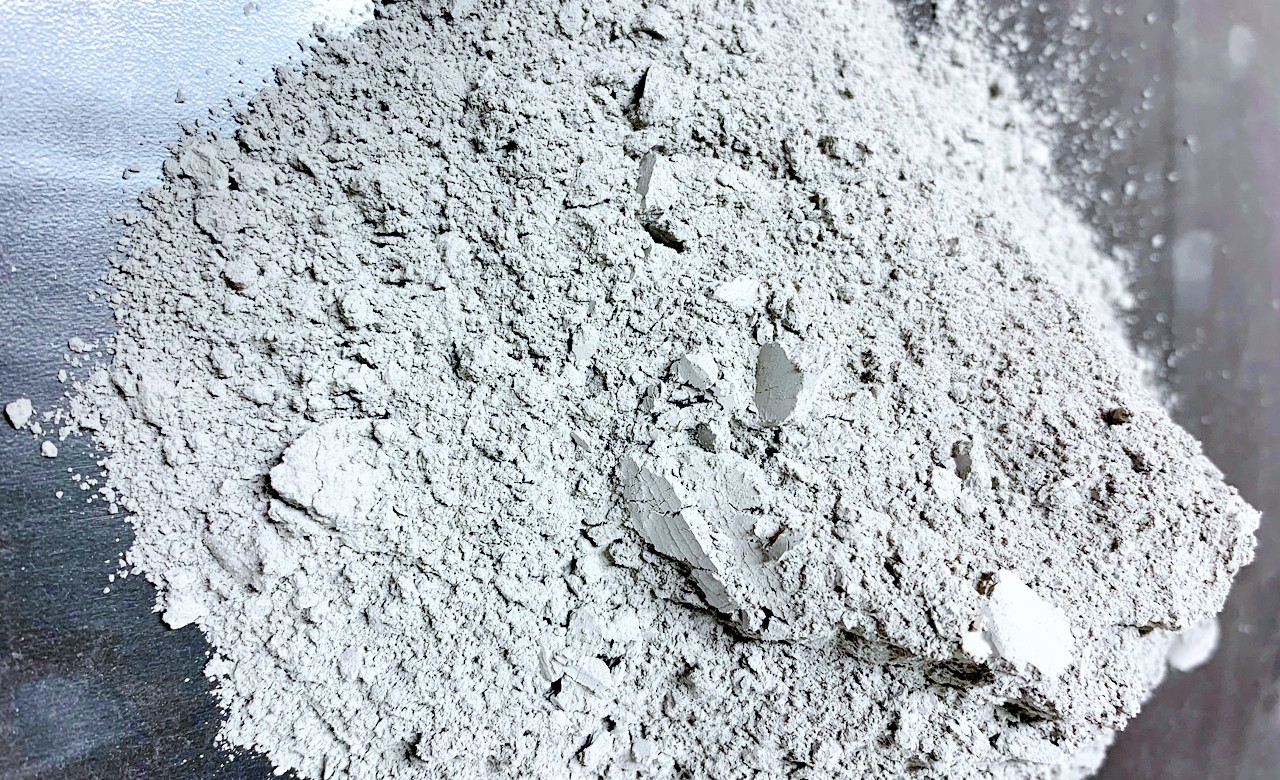
مادة EMC مصنوعة من الصخور البركانية (لوليا، السويد، 2020)

الأسمنت المعدل طاقيًا أو الأسمنت المعدل حركيًا (EMCs) هو فئة من الأسمنت المصنوع من البوزلانات (مثل رماد الفحم المتطاير، والرماد البركاني، والبوزلانا)، ورمل السيليكا، وخبث الفرن العالي، أو أسمنت بورتلاند (أو خلطات من هذه المكونات).  ينشأ مصطلح "معدل طاقيًا" بحكم عملية الكيمياء الميكانيكية المطبقة على المادة الخام، والتي تُصنف بشكلٍ أكثر دقةً على أنها "طحن كرات عالي الطاقة" (HEBM). ببساطة، هذا يعني طريقة طحن تُثير حركية عالية عن طريق تعريض "المساحيق لعملية ضرب متكرر للكرات" مقارنةً بـ (على سبيل المثال) الحركية المنخفضة لطواحين الكرات الدوارة.  يتسبب هذا، من بين أمورٍ أخرى، في حدوث تحول ديناميكي حراري في المادة لزيادة تفاعلها الكيميائي.  بالنسبة للأسمنت المعدل حركيًا، فإن عملية HEBM المستخدمة هي شكلٌ فريدٌ من أشكال الطحن الاهتزازي المتخصص الذي تم اكتشافه في السويد ويُطبق فقط على المواد الأسمنتية، ويُطلق عليه هنا "تنشيط الأسمنت المعدل بالطاقة". 
من خلال تحسين تفاعل البوزلانات، يتم زيادة مُعدل تطوير قوتها. ويسمح هذا بالامتثال لِمُتطلبات أداء المنتج الحديثة (المعايير الفنية) للخرسانة والملاط. ويسمح هذا بدوره باستبدال أسمنت بورتلاند في خلطات الخرسانة والملاط. وهذا له عددٌ من الفوائد لِصِفاتِها على المدى الطويل. للأسمنت المعدل حركيًا مجموعة واسعة من الاستخدامات. على سبيل المثال، تم استخدام الأسمنت المعدل حركيًا في الخرسانة لمشاريع البنية التحتية الكبيرة في الولايات المتحدة، بما يُلبي معايير الخرسانة الأمريكية. 

## مبررات

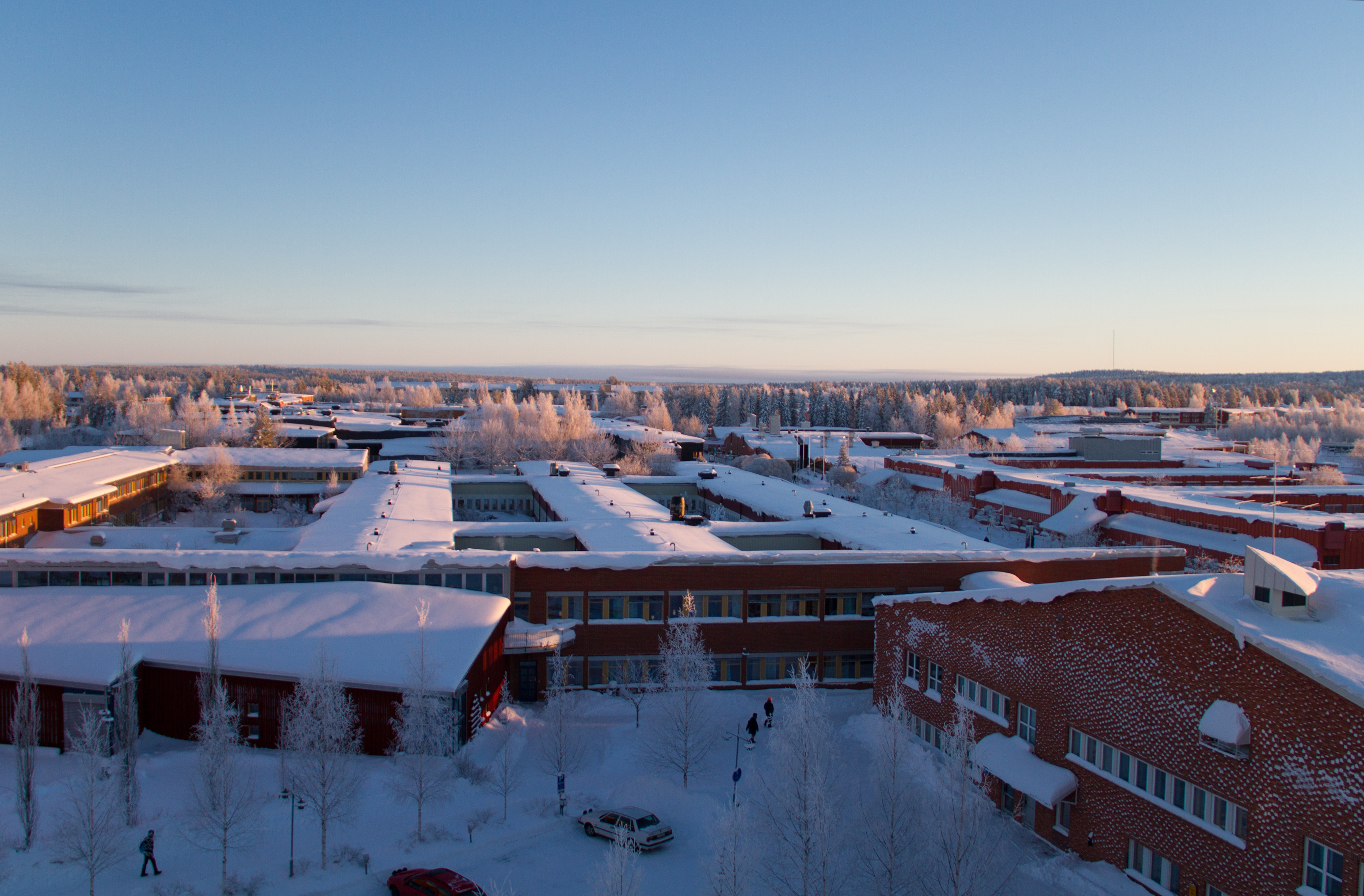
الحرم الجامعي لجامعة لوليا للتكنولوجيا في لوليا السويدية

يتضمن مُصطلح "الأسمنت المُعدل حركيًا" مُؤشرًا ديناميكيًا حراريًا بسيطًا للإشارة إلى فئةٍ من الأسمنت المُنتَج باستخدام عملية طحنٍ مُكثفةٍ للغاية تم اكتشافُها لأول مرةٍ عام 1993 في جامعة لوليا للتكنولوجيا في السويد.  تبدأ عملية التحويل ميكانيكيًا بالكامل بدلًا من تسخين المواد مُباشرةً. غالبًا ما تكون آليات التحولات الميكانوكيميائية مُعقدةً ومُختلفةً عن الآليات الحرارية أو الكيميائية الضوئية "التقليدية". 
يُمكن لِطحن الكرات عالي الطاقة تحويل كلٍ من الخصائص الفيزيائية والديناميكية الحرارية التي يُمكن أن "تُؤديَ، على سبيل المثال، إلى تكوين الزجاج من خلائط المسحوق الأولية وكذلك من خلال تبلور مساحيق المُركبات المعدنية البينية".  تُؤدي تأثيرات تحويل طحن الكرات عالي الطاقة إلى تغيير ديناميكي حراري يكمن في نهاية المطاف في طاقة جيبس المعدلة. تُزيد العملية من سعة الربط ومُعدلات التفاعل الكيميائي للمواد التي تم تحويلُها. 
يستمر العمل الأكاديمي والبحث المُتعلق بخصائص "التعافي الذاتي" للأسمنت المُعدل حركيًا في جامعة لوليو للتكنولوجيا.  على سبيل المثال، حصل الأسمنت المُعدل حركيًا على جوائز من مُؤسسة إلسا وسفين ثيسيلز لِلبحوث في هندسة البناء في السويد. كما تم الاعتراف بِمُساهمة الأسمنت المُعدل حركيًا في مجال الكيمياء الميكانيكية نفسِه. 

## أصل الكلمة
تم استخدام مصطلح "الأسمنت المعدل حركيًا" لأول مرة عام 1992 من قبل فلاديمير رونين، وقُدم في ورقة بحثية لرونين وآخرين مؤرخة بعام 1993 وعرضت في اجتماع رسمي لمجموعة أبحاث الخرسانة الإسكندنافية الأكاديمية.  تم تحسين العملية من قبل رونين وآخرين، بما في ذلك لينارت إلفجرين (أستاذ فخري في جامعة لوليو للتكنولوجيا، قسم الهندسة المدنية والبيئية والموارد الطبيعية). في عام 2023 منحت جامعة لوليو للتكنولوجيا إلفرغرين "ميدالية نائب رئيس الجامعة للجدارة للعمل المتميز والمستحق" بفضل عمله "...لنشر المعرفة والفهم الجديدين لمجال بناء الخرسانة على وجه الخصوص". 
في المعرض العالمي الخامس والأربعين للاختراع والبحث والابتكار، الذي عقد عام 1996 في بروكسل ببلجيكا، مُنح "EMC Activation" ميدالية ذهبية مع إشادة من قبل "يوريكا"، وهي منظمة حكومية دولية أوروبية (للبحث والتطوير)، لـ"التعديل الحركي للأسمنت". 
تم استخدام مصطلح "معدل حركيا" في أماكن أخرى - على سبيل المثال في عام 2017 - على الرغم من أن هذا الاستخدام لا يدل على أن الطريقة المستخدمة كانت تنشيط EMC كما هو معرف هنا. 

## نظرة عامة
تتضمن المزاعم المقدمة ما يلي: 
- الأسمنت المعدّل حركيًا هو مسحوق ناعم (كما هو الحال في جميع أنواع الأسمنت) يعتمد لونه على المادة المعالجة.
- يتمّ إنتاج الأسمنت المعدّل حركيًا باستخدام "جزء بسيط" فقط من الطاقة المستخدمة في إنتاج الأسمنت البورتلاندي (المدّعى بأنّها ~ 100 كيلووات ساعة/طن، أقل بحوالي 8% من الأسمنت البورتلاندي).
- لا تطلق العملية أيّ ثاني أكسيد الكربون. إنّها "خالية من الانبعاثات".
- الغرض من الأسمنت المعدّل حركيًا هو استبدال متطلّبات الأسمنت البورتلاندي في الملاط أو الخرسانة المستخدمة. ويزعم أنّه يتمّ استبدال أكثر من 70%.
- تنشيط الأسمنت المعدّل حركيًا هو عملية جافة.
- لا تطلق العملية أيّ أبخرة ضارّة.
- تنشيط الأسمنت المعدّل حركيًا هو عملية منخفضة الحرارة، على الرغم من أنّ درجات الحرارة يمكن أن تكون "شديدةً للحظات" على مقاييس "أقلّ من ميكرون".
- لا يتطلب الأسمنت المعدّل حركيًا أيّ موادّ كيميائية في عملية التحويل الديناميكيّ الحراريّ.
- هناك العديد من أنواع الأسمنت المعدّل حركيًا، اعتمادًا على الموادّ الخامّ التي تمّ تحويلها.
- قد تتضمّن المنتجات الجافة المسلّمة أيضًا نسبةً ضئيلةً من الأسمنت البورتلاندي "عالي الكلنكر"، وذلك اعتمادًا على متطلّبات المستخدم.
- يتمتّع كلّ نوع من أنواع الأسمنت المعدّل حركيًا بخصائص أداء خاصّة به، بما في ذلك الحمل الميكانيكيّ وتطوير القوّة. وقد تتمتع الخرسانة المصبوبة من الأسمنت المعدّل حركيًا بقدرات كبيرة على "التّعافي الذاتيّ".
- يُصنع الأسمنت المعدّل حركيًا الأكثر استخدامًا من رماد الفحم المتطاير والبوزلانات الطبيعية. وهذه موادّ وفيرة نسبيًا، ويمكن أن تتجاوز خصائص أدائها خصائص بالأسمنت البورتلاندي.
- في عام 2009، تمّ إثبات أنّ الأسمنت المعدّل حركيًا من رماد الفحم المتطاير يتجاوز معيار "خبث الصّنف 120" وفقًا لمعيار ASTM C989 - وهو الشّكل الأكثر تفاعلًا لخبث الفرن العاليّ الأسمنتيّ.
- يمكن أيضًا معالجة رمل السيليكا والجرانيت من خلال العملية لتحل محل الأسمنت البورتلاندي.
- تمّ اختبار منتجات الأسمنت المعدّل حركيًا على نطاق واسع من قبل مختبرات مستقلّة وتمّ اعتمادها للاستخدام من قبل العديد من إدارات النّقل في الولايات المتحدة، بما في ذلك في مشاريع إدارة الطرق السريعة الفيدرالية.
- يتوافق الأسمنت المعدّل حركيًا مع المعايير الفنية ذات الصّلة، مثل (بالإنجليزية: ASTM C618-19)‏ في الولايات المتحدة، و(بالإنجليزية: EN-197 - EN-206 - EN 450-1:2012)‏ في مناطق اللجنة الأوروبية للتوحيد القياسي، بما في ذلك المنطقة الاقتصادية الأوروبية، وكذلك مع معايير (بالإنجليزية: BS 8615‑1:2019)‏ في المملكة المتحدة.
- مقارنةً بالأسمنت البورتلاندي، لا يتطلّب خليط الخرسانة الناتج "محتوىً أسمنتيًا إجماليًا" أعلى لتلبية متطلّبات تطوير القوّة.
- في اختبارات أجرتها شركة باسف، بلغت قوة الأسمنت بعد 28 يومًا من صب الخرسانة التي تم فيها استبدال 55% من الأسمنت البورتلاندي ببوزلان طبيعي من نوع الأسمنت المعدّل حركيًا 14,000 رطل لكل بوصة مربعة (psi) أو 96.5 ميغاباسكال (MPa)، أي أكبر من فئة C95. وكان ذلك لمزيج خرسانة يحتوي على محتوى إجمالي من المواد الأسمنتية يبلغ 335 كيلوجرامًا لكل متر مكعب (564 رطلًا لكل يارد مكعب).

## أسمنت منخفض الكربون
على عكس الأسمنت البورتلاندي، لا تطلق عملية إنتاج الأسمنت المعدّل حركيًا ثاني أكسيد الكربون على الإطلاق. وهذا يجعله أسمنتًا منخفض الكربون. 
تمّ تقديم أوّل الادّعاءات المستشهد بها لقدرات الأسمنت المعدّل حركيًا على خفض انبعاثات ثاني أكسيد الكربون في عام 1999، عندما بلغ إنتاج الأسمنت البورتلاندي في جميع أنحاء العالم 1.6 مليار طنّ سنويًا. ومن عام 2011 إلى عام 2019 ازداد إنتاج الأسمنت البورتلاندي في جميع أنحاء العالم من 3.6 إلى 4.1 مليار طنّ سنويًا. وتمّ الاعتراف خارجيًا بإمكانات الأسمنت المعدّل حركيًا للمساهمة في خفض انبعاثات ثاني أكسيد الكربون في جميع أنحاء العالم منذ عام 2002 ولا تزال مستمرّةً. 
شمل الاعتراف الأخير تقرير لجنة انتقالات الطاقة لعام 2019 (اللورد أدير تيرنر واللورد ستيرن) بعنوان "المهمّة الممكنة: التركيز القطاعيّ: الأسمنت" (2019). أشار تقرير لشركة ماكنزي صدر عام 2020 إلى إمكانية الوصول إلى مرحلة إنتاج إسمنت لا ينتج أي انبعاثات كربونية، وقدم خطوات عملية لتحقيق ذلك. في عام 2023 تمّ الاعتراف بالمساهمة التي يقدّمها الأسمنت المعدّل حركيًا في تحقيق موادّ "منخفضة الكربون" بشكل أكبر في المجال الأكاديميّ للكيمياء الميكانيكية. 

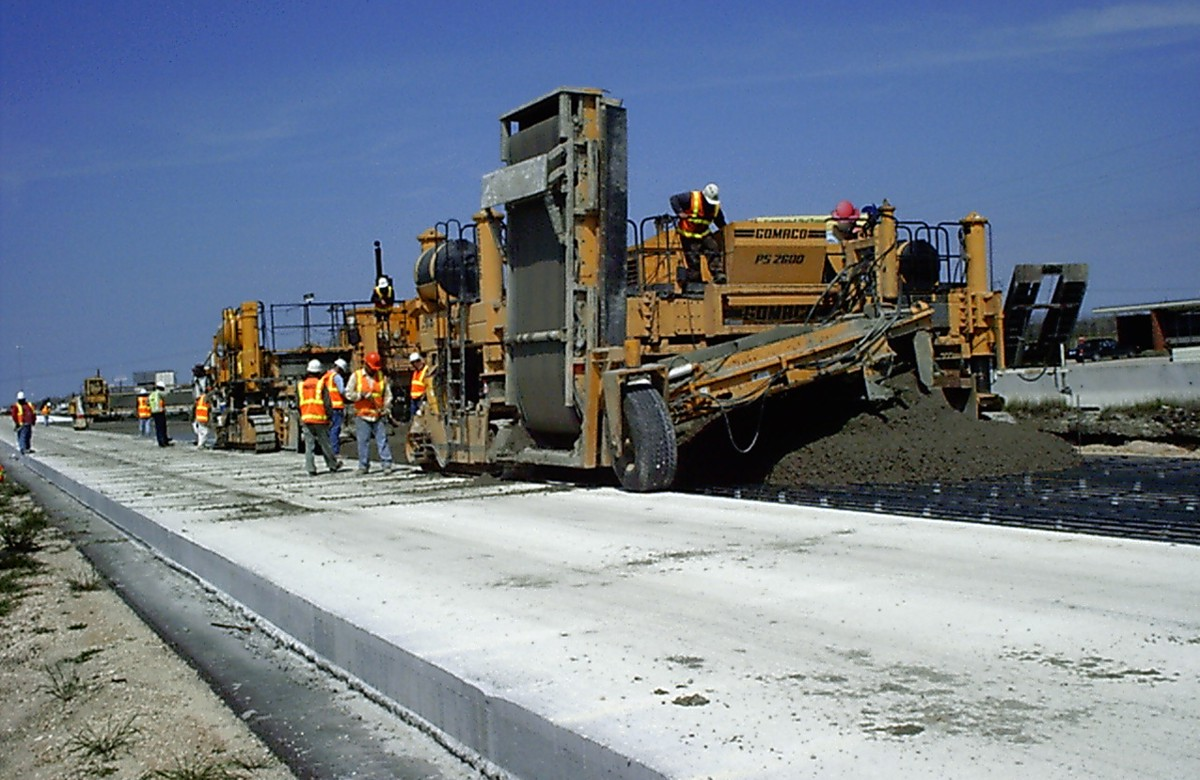
تطبيق الأسمنت المعدل طاقياً على الطريق السريع IH-10 بين الولايات في تكساس.